# 이케즈키역
이케즈키역(일본어: 池月駅)은 일본 미야기현 오사키시에 위치한 동일본 여객철도 리쿠우토 선의 철도역이다. 섬식 승강장 1면 2선의 구조를 갖춘 지상역이다.

## 타는 곳
| 1 | ■ 리쿠우토 선 | 하행 | 나루코온센 · 신조 방면 |
| 2 | ■ 리쿠우토 선 | 상행 | 후루카와 · 고고타 방면 |

## 역 주변
- 국도 제47호선 · 국도 제457호선

## 역사
- 1914년 4월 19일 : 개업.
- 1971년 11월 30일 : 출·개납 무인역화. 운전요원만 배치하게 됨.
- 1983년 3월 7일 : CTC 화에 의해 완전 무인화.
- 1987년 4월 1일 : 일본국유철도 분할 민영화에 의해, 동일본 여객철도가 승계.

## 인접 역
| ■ 리쿠우토 선        | ■ 리쿠우토 선 | ■ 리쿠우토 선          |
| -------------------- | ------------- | ---------------------- |
| 가미노메 고고타 방면 | ■ 리쿠우토 선 | 가와타비온센 신조 방면 |